# Narragodes
Narragodes là một chi bướm đêm thuộc họ Geometridae.